# Xavier Roca
Xavier Roca Mateo (Barcelona, 19 januari 1974), voetbalnaam Xavi Roca, is een voormalig Spaans voetballer.
Van 1993 tot 1997 speelde Xavi Roca bij FC Barcelona in het derde en later het tweede elftal. Hij debuteerde op 13 maart 1996 in het eerste elftal in de finale om de Copa de Catalunya tegen RCD Espanyol. Op 26 juni 1996 speelde Xavi Roca zijn eerste wedstrijd in de Primera División tegen Deportivo de La Coruña. Het zou zijn enige competitiewedstrijd in het eerste elftal zijn, maar Xavi Roca speelde later nog twee wedstrijden in de Copa de Catalunya. Hij was in 1997 basisspeler in de wedstrijden tegen Gimnàstic de Tarragona en CE L'Hospitalet. Na seizoenen bij CD Logroñés (1997/1998) en CD Toledo (1998/1999) werd de verdediger in 1999 gecontracteerd door Villarreal CF. Met deze club promoveerde hij in 2000 van de Segunda División A naar de Primera División. Na bij Villarreal CF een redelijk goede indruk te hebben gemaakt, vertrok Xavi Roca in 2002 naar RCD Espanyol. Zijn periode bij de club uit zijn geboortestad was geen succes en via CE L'Hospitalet kwam Xavi Roca bij CE Sabadell. Bij deze club groeide hij uit tot een belangrijke speler en tevens aanvoerder. In 2008 werd hij gecontracteerd door het Nieuw-Zeelandse Auckland City FC.
De verdediger speelde één seizoen bij de club, waarmee hij de nationale titel en de OFC Champions League won. In het seizoen 2009/2010 sloot Xavi Roca bij CE Europa zijn profloopbaan af.